# Cromlech de Xarez
Le cromlech de Xarez, appelé aussi cromlech de Xerez (portugais : cromeleque do Xerez), est une reconstruction d'un ancien site mégalithique installé près de la ville de Monsaraz, district d'Évora, dans la région de l'Alentejo au Portugal.

## Historique
En 1969, une grande pierre est découverte sur le domaine de Xerez, au sud de Monsaraz lors de travaux agricoles. José Pires Gonçalves, médecin à Monsaraz et archéologue amateur qui avait précédemment restauré le menhir de Outeiro, identifie la pierre comme étant un menhir. Ayant déjà identifié une cinquantaine de monolithes de différentes tailles dans les environs, dont certains étaient sculptés et gravés, il en conclut alors que l'ensemble correspond à une enceinte mégalithique démantelée. En 1972, il reconstitue une enceinte en forme de quadrilatère, dont les angles sont alignés sur les points cardinaux, et place le plus grand menhir au centre. En 1979, l'archéologue Jorge Pinho Monteiro entreprend une fouille du site mais son décès interrompt les travaux. 

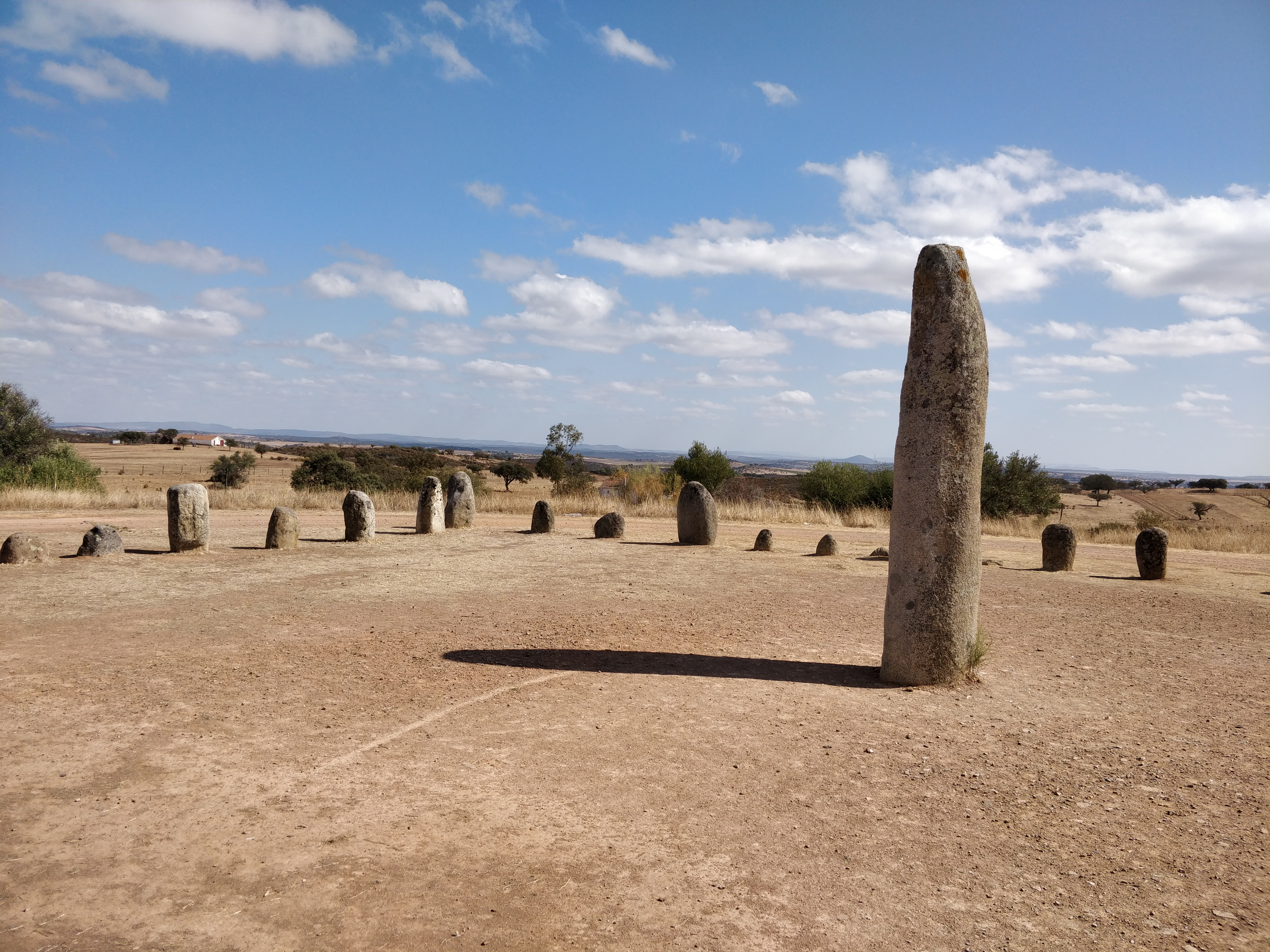

Dans les années 1990, la construction du barrage d'Alqueva menace le site de disparition. En 1998, Mário Varela Gomes de l'Université nouvelle de Lisbonne fouille le site et y recueille un petit matériel lithique (trapèzes et éclats de silex schistes siliceux, quartz et quartzite), et quelques fragments de céramique, tels que des coupes décorées. À l’époque, Gomes ne voyait apparemment aucune raison de contredire les conclusions de Gonçalves. En 2002, les pierres sont démontées et stockées pendant plus de deux ans. En 2004, l'enceinte est réinstallée pour le solstice d'été, à proximité du couvent d'Orada, avec le projet d'installer à proximité le futur musée archéologique de l'Alqueva. 

## Description
Le site actuellement visible correspond donc à une reconstruction complète sans aucun fondement archéologique et sa forme actuelle ne résulte que de l'interprétation de José Pires Gonçalves. Selon l'archéologue Manuel Calado, la forme de l'enceinte est douteuse : ce serait le seul monument de cette forme de tout le Portugal et dans l'Alentejo, toutes les enceintes mégalthiques sont en forme de fer à cheval avec une ouverture vers l'est. Lors de leur découverte, les pierres avaient été dispersées par les travaux agricoles et selon une étude topographique de l'époque, le site ne comportait que 12 pierres, alors que le monument actuel en compte 55. Seule la fosse d’implantation du grand menhir fut découverte. 
Les pierres sont constituées de blocs de granite d'origine locale, de taille et de formes variées (cylindrique, ovoïde, prismatique). Le grand menhir central mesure 4,25 m de hauteur (dont 3,60 m hors-sol) et son poids serait d'environ 4,30 t. Sept menhirs, dont le grand menhir central, comportent un décor gravé qui présente de fortes similitudes avec celui d'autres enceintes mégalithiques (Almendres, Portela de Mogos, Vale Maria do Meio).